# Dubczany
Dubczany (biał. Дубчаны, Dubczany; ros. Дубчаны, Dubczany) – wieś na Białorusi, w obwodzie grodzieńskim, w rejonie lidzkim, w sielsowiecie Tarnowszczyzna, przy linii kolejowej Lida – Mosty.
Wieś współcześnie obejmuje także dawny zaścianek Rubiki.

## Historia
W XIX i w początkach XX w. wieś Dubczany oraz chutor i zaścianek Rubiki położone były w Rosji, w guberni wileńskiej, w powiecie lidzkim.
W dwudziestoleciu międzywojennym leżały w Polsce, w województwie nowogródzkim, w powiecie lidzkim, w gminie Tarnowo/Białohruda. W 1921 wieś Dubczany i zaścianek Rubiki liczyły łącznie 208 mieszkańców, zamieszkałych w 44 budynkach, wyłącznie Polaków wyznania rzymskokatolickiego.
Po II wojnie światowej w granicach Związku Sowieckiego. Od 1991 w niepodległej Białorusi.